# Albert Stoessel
Albert Frederic Stoessel (Saint Louis, 11 ottobre 1894 – New York, 12 maggio 1943) è stato un compositore, violinista e direttore d'orchestra statunitense.

## Biografia
Nacque a Saint Louis, nel Missouri nel 1894. Studiò musica alla Universität der Künste Berlin come allievo di Emanuel Wirth e Willy Hess. A 19 anni iniziò la sua carriera da professionista con il Quartetto d'archi Hess e suonò come violinista in Svizzera, Olanda e Germania. Tornò negli Stati Uniti nel 1915 per una tournée di concerti, apparve con la Saint Louis Symphony e la Boston Symphony Orchestra e visse a Boston fino al 1917 mentre proseguiva la sua carriera come violinista e compositore.
Stoessel si arruolò nell'esercito degli Stati Uniti nel 1917, diventando tenente delle 301ª forza di spedizione americana di fanteria (AEF) e direttore della banda del reggimento di Camp Devens. Stoessel andò in Francia nel 1918 con la 76ª divisione come capobanda del 301st. Divenne direttore della Scuola di direzione di banda della AEF a Chaumont, Francia, organizzata da Walter Damrosch.
Dopo il suo congedo nel 1919 Stoessel si esibì come solista con la Boston Symphony Orchestra e fece una tournée con l'ultima tournée di Enrico Caruso. Nel 1921 divenne assistente direttore dell'Oratorio di New York sotto Walter Damrosch. Per sette anni, a partire dal 1923, fu a capo del Dipartimento di musica dell'Università di New York, nella quale conseguì un master nel 1924. Partì per diventare direttore dei dipartimenti di opera e orchestra della Juilliard Graduate School of Music nel 1931. Nel 1925 divenne direttore del Worcester Festival della Worcester County Musical Association e diresse il Westchester Festival a White Plains, New York, dal 1927 al 1933. Stoessel iniziò a lavorare con la Chautauqua Institution nel 1921 come direttore d'orchestra e nel 1929 fu nominato direttore musicale.
Albert Stoessel compose l'opera Garrick nel 1936, scrisse un trattato nel 1919 intitolato The Technique of the Baton e compose un certo numero di pezzi per violino, pianoforte, coro e orchestra. Sua moglie, Julia Pickard Stoessel, era stata anch'essa una violinista a Berlino. Si sposarono il 27 giugno 1917 e ebbero due figli, Edward e Fredric.
Diresse la prima statunitense del Concerto per pianoforte in re bemolle di Aram Khachaturian, il 14 marzo 1942, con il solista Maro Ajemian e la Juilliard Graduate School.
Stoessel morì di infarto il 12 maggio 1943 mentre era sul palcoscenico a dirigere un'orchestra per l'American Academy of Arts and Letters di New York.
Uno dei suoi studenti illustri era Robert Talbot.

## Lavori
- American Dance n. 1 in Sol minore. (n. 2 in Mi per violino e pianoforte) / 1917
- Beat! beat! Drums (Canzone in quattro parti, parole di W. Whitman) / 1922
- Boston's own. March. Pianoforte solista / 1918
- Christmas bells. / 1933
- Tabella comparativa delle chiavi
- Compositions. Op. 8. n. 1. Lullaby. n. 2. Humoresque... (Violino e pianoforte) /1916
- Concerto Grosso / 1935
- Crinoline. Minuet, etc. (Violino e pianoforte)/ 1916
- Cyrano de Bergerac. Un ritratto sinfonico. Per orchestra / 1931
- Early Americana
- Garrick (1936)
- Hymn to Diana. Sketch
- Short studies in double stopping, for the violin through all the keys. / 1940.
- Suite Antique (per 2 violini e pianoforte) / 1924
- The Technique of the Baton (1919; originariamente scritto per le sue lezioni a Chaumont)
- Virginia Reel.